# Selezione maschile di calcio dei Sami
La Selezione di calcio dei Sami (Lapland) o Selezione di calcio della Lapponia è una squadra di calcio rappresentante il popolo Sami, che abita le regioni settentrionali della Norvegia, Svezia, Finlandia e Russia. 
Attualmente la Lapponia è al 19º posto nella Classifica Mondiale della ConIFA.

## Status
La squadra non è membro né della UEFA né della FIFA per cui non può partecipare alle loro competizioni.
L'obiettivo della Sámi Football Association, che controlla la squadra, è di ricevere lo status ufficiale. Dal 2003 è stato membro della NF-Board, che organizzava gare tra nazioni non riconosciute. Una volta cessata l'attività di tale organizzazione, nel 2013 è entrata a far parte della neonata CONIFA.
I giocatori Sami che hanno accettato l'offerta di giocare nella squadra nazionale, invece che in quelle tradizionali scandinave, includono Morten Gamst Pedersen e Sigurd Rushfeldt. Steffen Nystrøm, della Moss FK ha giocato per la under-21 norvegese e ha fatto il suo esordio nella squadra sami nella VIVA World Cup, vinta proprio dai Lapponi per 21-1 contro Monaco.

## Partecipazioni internazionali
Nel novembre 2006 la nazionale sami ha preso parte, vincendo, alla prima VIVA World Cup in Occitania, organizzata dal NF-Board. Tuttavia la competizione ha visto il ritiro di alcuni dei maggiori partecipanti alla competizione, non riconosciuta dalla FIFA. La nazionale sami ha vinto sulla nazione ospitante e su Monaco (oltre aver battuto per 3 a 0 tavolino con il Camerun Meridionale), segnando l'impressionante cifra di 42 goal in 3 partite. Nella finale ha realizzato il suo miglior risultato, vincendo per 21 a 1 contro i monegaschi.
Nell'edizione del 2008 fu addirittura il paese ospitante, ma concluse l'edizione al terzo posto. 
L'ultima sua partecipazione a questa competizione fu nel 2009, in Padania, arrivando anche in quel caso al terzo posto. 
Nel 2014 ospitò la prima edizione della Coppa del mondo CONIFA, uscendo però di scena ai gironi perdendo entrambe le partite contro l'Abcasia e l'Occitania.

## Selezione di calcio femminile dei Sami
La Selezione di calcio femminile dei Sami (Lapland) o Selezione di calcio femminile della Lapponia è una squadra di calcio rappresentante il popolo Sami, che abita le regioni settentrionali della Norvegia, Svezia, Finlandia e Russia. Attualmente la Lapponia è al 1º posto nella Classifica Mondiale della ConIFA. 
È attualmente la selezione campione in carica della Coppa del mondo femminile CONIFA; è anche l'unica nazionale che abbia mai vinto la competizione (nel 2022 e nel 2024)
Nel 2008 ha ospitato la prima edizione della Coppa del mondo femminile VIVA, battendo nella doppia finale il Kurdistan.